# Grand Prix de Denain 1993
Il Grand Prix de Denain 1993, trentacinquesima edizione della corsa, si svolse l'8 aprile 1993 su un percorso totale di circa 196 km. Fu vinto dal tedesco Marcel Wüst che terminò la gara in 4h23'19", alla media di 44,661 km/h.

## Ordine d'arrivo (Top 10)
| Pos. | Corridore         | Squadra         | Tempo    |
| ---- | ----------------- | --------------- | -------- |
| 1    | Marcel Wüst       | Novemail        | 4h23'19" |
| 2    | Johan Capiot      | TVM-Bison Kit   | s.t.     |
| 3    | Michel Zanoli     | Elro Snacks     | s.t.     |
| 4    | Jocelyn Jolidon   | Saxon-Breitex   | s.t.     |
| 5    | Jo Planckaert     | Novemail-Histor | s.t.     |
| 6    | Michel Cornelisse | La William      | s.t.     |
| 7    | Theo Akkermans    | Elro Snacks     | s.t.     |
| 8    | François Simon    | Castorama       | s.t.     |
| 9    | Thierry Marie     | Festina-Lotus   | s.t.     |
| 10   | Jaan Kirsipuu     | Chazal          | s.t.     |